# موتور شکاری
موتور شکاری، روستایی از توابع بخش مرکزی شهرستان خاش در استان سیستان و بلوچستان ایران است.

## جمعیت
این روستا ( آبادی) در دهستان اسماعیل‌آباد (خاش) قرار دارد و براساس سرشماری مرکز آمار ایران در سال ۱۳۹۵، جمعیت آن ۱۰ نفر (۴ خانوار) بوده‌است.